# 팔도
팔도(八道)는 1895년까지의 조선의 광역 행정 구역을 이르는 명칭이다. 1413년 태종은 한반도를 여덟 개의 도로 분할하였는데, 팔도는 조선 시대 대부분의 기간 동안 대체적으로 그 행정 구역을 유지하였다. 1895년(고종 32년)에 23부제를 시행해 급진적으로 해체되었다가, 이듬해인 1896년에 팔도 중 남부 3개 도와 북부 2개 도를 남·북도로 나눈 13도제가 시행되었다.
'팔도'라는 말은 오늘날에도 '한반도의 여러 지방'을 통틀어 일컫는 말로 쓰이는데, 예를 들어 '팔도 아리랑'이나 '팔도 김치'와 같은 식이다. 그러므로 '팔도'라는 말은 '한민족의 전통 문화'라는 의미로도 쓰인다고 할 수 있다.
참고로 각 도의 이름은, 그 도에서 가장 대표적인 두 도시의 이름의 머리글자를 합하여 만들었다. 경기도만 예외적으로 '수도(京) 사방 500리 이내로 임금이 직접 관할하는 땅'이란 뜻으로 '기(畿)'라는 이름이 붙었다.
아래의 표는 도청 소재지와 지방 이름에 대하여 고산자 김정호가 1857년에 제작한 동여도(東輿圖) 및 1896년의 행정구역 개편을 따라서 정리한 것이다.

## 행정구역 목록
| 이름          | 이름의 유래 | 지방        | 위치 | 방언                            | 수부(首部) 감영 위치 | 13도제 (1896년)   | 현재의 행정 구역                                                         |
| ------------- | ----------- | ----------- | ---- | ------------------------------- | -------------------- | ----------------- | ------------------------------------------------------------------------ |
| 경기도 京畿道 | 수도권      | 기전 (畿甸) |      | 경기 방언                       | 한성 (돈의문 밖)     | 경기도            | 경기도 서울특별시 인천광역시 (서해 5도 제외) 개성시                      |
| 강원도 江原道 | 강릉 + 원주 | 관동        |      | 영동: 영동 방언 영서: 경기 방언 | 원주                 | 강원도            | 강원특별자치도 경상북도 울진군, 울릉군 강원도 (원산권 제외)              |
| 황해도 黃海道 | 황주 + 해주 | 해서        |      | 황해도 방언                     | 해주                 | 황해도            | 황해남도 황해북도 인천광역시 옹진군 일부 (서해 5도)                      |
| 충청도 忠淸道 | 충주 + 청주 | 호서        |      | 충청 방언                       | 충주 (1602년) → 공주 | 충청남도 충청북도 | 충청남도 (금산군 제외) 충청북도 대전광역시 세종특별자치시                |
| 전라도 全羅道 | 전주 + 나주 | 호남        |      | 서남 방언 제주도: 제주 방언     | 전주                 | 전라남도 전라북도 | 전라남도 전북특별자치도 제주특별자치도 광주광역시 충청남도 금산군        |
| 경상도 慶尙道 | 경주 + 상주 | 영남        |      | 동남 방언                       | 상주 (1601년) → 대구 | 경상남도 경상북도 | 경상남도 경상북도 (울진군, 울릉군 제외) 부산광역시 대구광역시 울산광역시 |
| 평안도 平安道 | 평양 + 안주 | 관서        |      | 서북 방언                       | 평양                 | 평안남도 평안북도 | 평안남도 평안북도 자강도 량강도 일부 평양시 남포시                       |
| 함경도 咸鏡道 | 함흥 + 경성 | 관북        |      | 동북 방언                       | 함흥 (1600년) → 영흥 | 함경남도 함경북도 | 함경남도 함경북도 량강도 대부분 라선시 강원도 원산권                     |

## 같이 보기
- 이십삼부[10] (1895)
- 십삼도 (1896)
- 한국의 지방 구분
- 한국의 행정 구역
- 대한민국의 행정 구역
- 조선민주주의인민공화국의 행정 구역